# Pskovse lange grafheuvelscultuur
De Pskovse lange grafheuvelscultuur (Russisch: Культура псковских длинных курганов) is een vroegmiddeleeuwse archeologische cultuur van de 5e tot 11e eeuw, wijdverbreid in het noordwesten van Rusland (de oblasten Pskov, Novgorod, Leningrad). Ze dankt haar naam aan haar meest opvallende kenmerk, de langwerpige grafheuvels. De grafheuvels van deze cultuur kunnen echter ook andere vormen hebben.
De belangrijkste sites bevinden zich aan de oevers van het Meer van Pskov en het Peipusmeer, in de stroomgebieden van de Velikaja, Pljoessa, Loega, Msta, Lovat, de bovenlopen van de Westelijke Dvina, Polota, Mologa en de Boven-Wolga. De meest noordelijke begraafplaats van de cultuur bevindt zich in het district Gatsjinski van de oblast Leningrad, niet ver van het dorp Zaozerje, aan de oevers van het Orlinskoje-meer.

## Graven
De collectieve begraafplaatsen hadden meestal de vorm van langwerpige aardheuvels, soms ruw gevormd, soms uitgestrekt tot lange aarden wallen, welke  tientallen meters in lengte konden bereiken, met een breedte van 5-10 m. De hoogte bereikte zelden 1,50 m. Onder de wallen werden stapels gecremeerde menselijke botten gevonden, soms opgestapeld in aardewerken vaten of kleine in de grond gegraven kuilen. De grafinventaris was bescheiden, zonder geïmporteerde goederen of andere kostbare grafgiften, en er waren geen duidelijke elitegraven. De grafheuvels werden niet in eenmaal aangelegd, maar ontstonden geleidelijk: bij elke nieuwe begrafenis strekte de wal zich verder uit. Het aantal graven in dergelijke heuvels kon 6-8 of meer bereiken. Hoewel de langwerpige grafheuvels overheersen, komen ook ronde grafheuvels regelmatig voor. 

## Onderzoeksgeschiedenis
De eerste pogingen om de lange grafheuvels te bestuderen dateren uit het midden van de 19e tot vroeg-20e eeuw. De eerste aannames over de datering en etniciteit werden gedaan door Spitsyn, die ze toeschreef aan de in de Nestorkroniek vermelde Krivitsjen.
In de jaren 1930 vatte Tsjernjagin de resultaten van de onderzoeken en opgravingen op het grondgebied van de Sovjet-Unie samen. Hij verbond de sites eveneens met de Krivitsjen, zowel de langwerpige als de ronde grafheuvels met crematieresten, en dateerde deze tot de 6e-9e eeuw.
In de naoorlogse periode intensiveerde zich de studie, en het onderzoek van de nederzettingssites gerelateerd aan de cultuur begon. De vraagstukken van culturele etniciteit en datering werden uitgebreid besproken (Tarakanova, Stankievič, Sedov), en vergelijkingen werden gemaakt met de Smolensk-Polotsker lange grafheuvelscultuur (Sedov, Schmidt).
Aan het einde van de 20e - begin 21e eeuw werden er pogingen ondernomen om zowel vroege (Bazjan, Kargapoltsev, Werner, Kazanski, Lopatin, Foerasjev) als latere vindplaatsen (Michajlova, Koezmin) te identificeren.

## Etniciteit
In de jaren zeventig en negentig van de 20e eeuw ontstonden er twee belangrijke standpunten over de etniciteit van deze cultuur. Volgens de eerste waren het monumenten van een Slavische of Balto-Slavische bevolking  (Ljapoesjkin, Sedov, Nosov), en volgens de tweede van de pre-Slavische Tsjoeden (Laul, Lebedev).
In 1974 publiceerde Sedov een monografie gewijd aan de lange grafheuvels. Naar zijn mening werd de cultuur gevormd als gevolg van migratiestromen van Slavische en Baltische stammen. Hij onderscheidde twee groepen: de lange grafheuvels van Pskov en van Smolensk-Polotsk. De dragers van de grafheuvels van Pskovcultuur vormden volgens Sedov een etnisch diverse bevolking, die zowel het lokale Oostzee-Finse element als een dominante allochtone Slavische component omvatte.
Een andere versie van de oorsprong van de grafheuvels werd geformuleerd door Aun. Volgens haar ontwikkelde de traditie zich in Oost-Estland van begraafplaatsen met een groot aantal graven tot heuvels met enkele graven aan de top.
Michailova is geneigd te geloven dat de cultuur van de lange grafheuvels de pre-Slavische bevolking van het noordwesten toebehoorde. De cultuur verscheen eind-5e - midden-6e eeuw onder invloed van een van elders afkomstige traditie van het begraven in grafheuvels, bloeide enige tijd en verdween volledig in de 10e - begin 11e eeuw, overgaand in de opkomende oud-Russische cultuur.
De kwestie van de etnisch-culturele verwantschap van deze vroegmiddeleeuwse grafmonumenten is daarmee verre van opgelost.
De toponymist Vasiljev merkte op,  dat het territorium van de cultuur gedeeltelijk samenvalt met het gebied van oude Baltische hydroniemen.

## Opvolgende culturen
Onderzoekers beoordelen de invloed van de cultuur van de lange grafheuvels van Pskov op de volgende culturen als cruciaal. De meesten van hen zien het als een cultuur die de cultuur van de Novgorodse heuvels (8-10e eeuw) beïnvloedde en vervolgens samen met de laatste basis werd van de oud-Russische cultuur van Novgorod en Pskov.